# Ireland (Indiana)

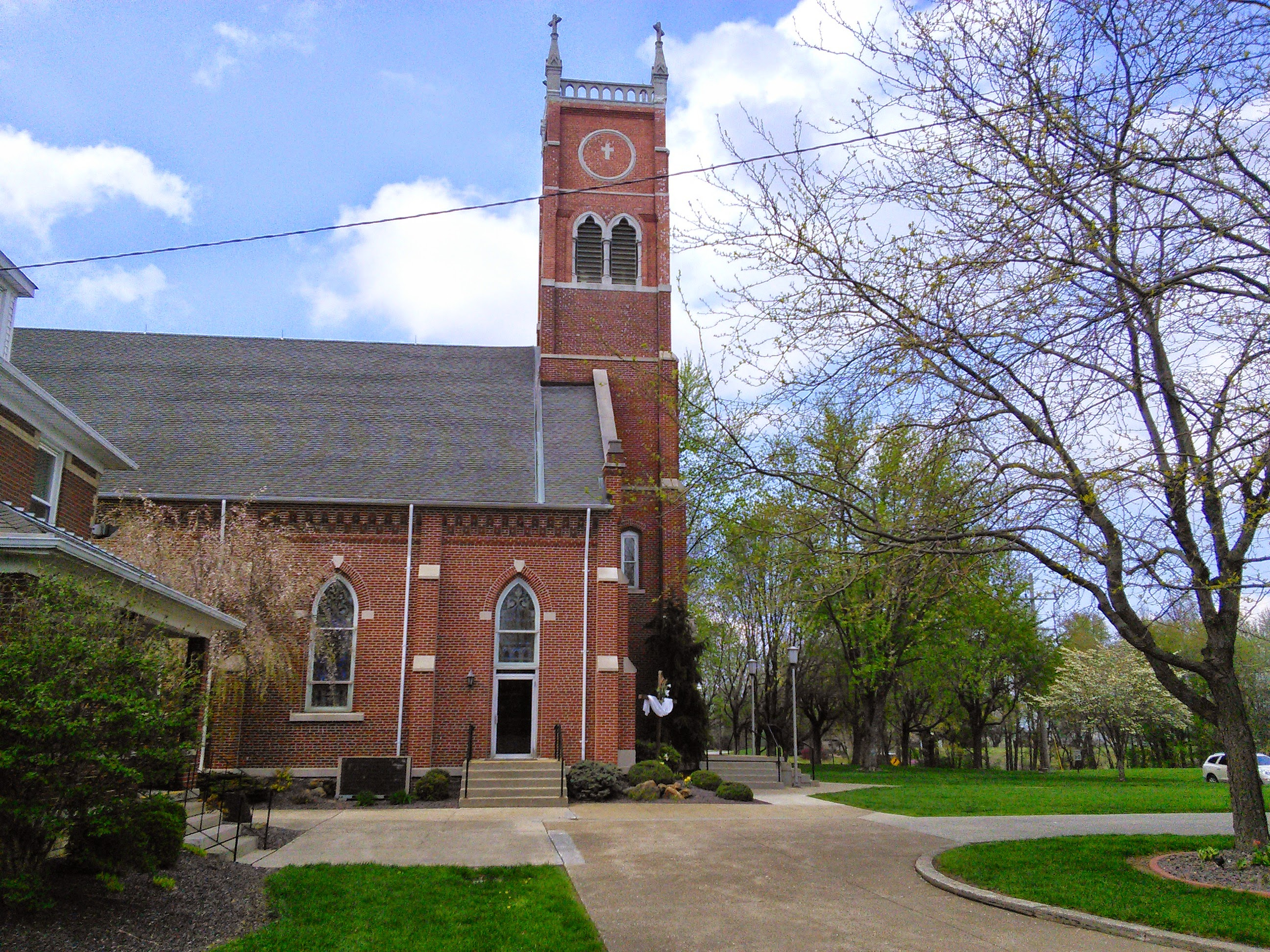
Iglesia de St. Mary, Ireland, Indiana

Ireland es una comunidad que no está incorporada al municipio de Madison, en el condado de Dubois, Indiana. La ciudad fue nombrada primera ciudad americana, sin embargo cambia a Ireland cuando los residentes descubren que hay otra ciudad con el mismo nombre. 

## Historia
La ciudad fue fundada en tierra comprada por el gobierno de los Estados Unidos por John Stewart, nativo de Ireland, el 23 de diciembre de 1816,. La ciudad fue presentada por el hijo de John Stewart, junto con otras cuatro personas. El primer mapa de la ciudad es de la fecha del 20 de mayo de 1865, pero antes ya había sido un pequeño pueblo.  
El sistema escolar de Ireland fue absorbido por el sistema escolar de Jasper en 1970.

## Religión
Ireland es la casa de la Iglesia de St. Mary, una iglesia católica .

## Geografía
Ireland  está localizada  38°24′53″N 86°59′58″O / 38.41472, -86.99944, a pocos kilómetros de Jasper, Indiana y de la carretera 56, en la parte noreste del condado de Madison.